# Acantholimon restiaceum
Acantholimon restiaceum är en triftväxtart som beskrevs av Aleksandr Andrejevitj Bunge. Acantholimon restiaceum ingår i släktet Acantholimon och familjen triftväxter. Inga underarter finns listade i Catalogue of Life.